# 맥 OS X 타이거
맥 OS X 타이거(Mac OS X Tiger, 버전 10.4)는 애플의 매킨토시 컴퓨터를 위한 데스크톱 및 서버 운영 체제인 맥 OS X의 다섯 번째 주요 릴리즈이다. 타이거는 맥 OS X 팬더의 후속작으로, 2005년 4월 29일 129.95달러로 공개적으로 출시되었다. 타이거의 다음 버전은 맥 OS X 레퍼드이고, 2007년 10월 26일 출시되었다. 타이거의 새로운 기능은 스팟라이트라 불리는 빠른 검색 시스템, 새로운 버전의 사파리, 대시보드, 새로운 통합 테마, 강화된 파워 맥 G5 64비트 어드레싱 지원 등이 있다.
타이거는 새로운 매킨토시 컴퓨터에 기본으로 탑재되어 있었으며, 기존 맥 OS X 사용자나 클래식 맥 OS 사용자들에게 무료 업그레이드로 사용할 수 있게 하였다. 서버 버전인 맥 OS X 서버 타이거는 몇몇 매킨토시 제품 라인에서 사용 가능했다. 타이거는 애플 운영 체제중 처음으로 애플-인텔 아키텍처 기기(x86 프로세서 사용 애플 기기)를 지원하는 첫 버전이다. 2007년 3월 출시된 애플 TV는 "애플 TV OS"라 불리는 맥 OS X 타이거의 커스터마이징 버전과 함께 출시되었다.
공식 버전이 발매된지 6주 후, 애플은 타이거의 2백만 복사본을 제공했다고 밝혔다. 애플은 타이거가 애플 사의 역사에서 가장 성공적 운영 체제 릴리즈라고 밝혔다. 2007년 WWDC에서, 스티브 잡스는 2200만명의 맥 OS X 사용자중 67% 이상의 사용자들이 타이거를 사용하고 있다고 밝혔다. 타이거는 클래식 환경이라 불리는 맥 OS 9 호환성 레이어를 포함하고 있던 마지막 버전이다. 또한 타이거를 사용중이더라도 인텔 맥을 사용중이라면, 클래식 환경은 작동되지 않을것이다.
타이거 사용자들을 위한 마지막 보안 업데이트는 2009-005 업데이트였다. 그 다음 보안 업데이트인 2009-006 업데이트는 레퍼드와 스노 레퍼드만을 지원했다. 타이거용 마지막 퀵타임 버전은 7.6.4이고, 마지막 아이튠즈 버전은 9.2.1이다.

## 시스템 요구사항
타이거는 원래 파워PC용으로 출시되었고, 인텔 버전은 10.4.4부터 릴리즈되었다.(리테일 판매용으로 출시되지 않음) 클라이언트 버전은 유니버설 버전이 없다. 하지만 타이거 서버는 10.4.7부터 유니버설 DVD로 출시되었다. 애플이 파워PC 기반 맥을 위한 파워PC 버전을 개별 박스에 출시하긴 했지만, 인텔 버전은 인텔 기반 맥을 구매하지 않는 이상 따로 받을 수 없었다. 하지만, 이베이 같은 곳에서 비공식적으로 인텔 버전을 구매할 수 있다. 리테일 DVD는 타이거를 지원하는 어떤 맥에서도 작동하지만, 인텔 버전은 새 맥에 포함된 회색 "복원" DVD에만 포함되어 있어서, 한 기종에만 설치되도록 설계되어 있다.
파워PC 버전의 시스템 요구사항은 다음과 같다.
- 파워PC G3, 파워PC G4, 파워PC G5 프로세서
- 파이어와이어 기본 탑재
- 256 MB의 RAM (512 MB나 1 GB 권장)
- 3 GB의 사용가능한 하드 디스크 여유공간, (엑스코드 2 설치시 4 GB 필요)
- DVD 드라이브 (CD 미디어 교환이 가능했지만, 2007년 3월 19일 종료되었다.)

팬서에서는 지원되었지만, 타이거는 오리지널 아이맥과 아이북과 같은 기기에 있는 예전 뉴 월드 롬에 대한 지원을 제거했다. 하지만 XPostFacto등의 서드 파티 소프트웨어를 사용하면 타이거를 해당 맥에 설치할 수 있다. 또한 "월 스트리트" 파워북 G3와 오리지널 파워 매킨토시 G3처럼 팬서부터 지원이 중지된 소프트웨어도 서드 파티 소프트웨어를 사용하면 팬서와 타이거를 둘 다 설치할 수 있다.
타이거는 파워PC G3 프로세서를 지원한 마지막 맥 OS X이다.

## 역사
애플 CEO 스티브 잡스는 출시 10달 전에 WWDC2004에서 타이거를 처음 공개했다. 출시 4달 전에, 타이거의 몇몇 비영리 개발자 릴리즈가 토렌트 파일 공유자로부터 유출되었다. 애플은 해당 파일 공유자들을 고소했다. 2005년 4월 12일, 애플은 타이거의 공식 릴리즈가 4월 29일일 것이라고 발표했다.
2005년 6월 6일 WWDC2005에서 스티브 잡스는 출시 6주만에 2백만 카피를 판매했다고 밝혔다. 스티브 잡스는 이것이 애플 사의 운영 체제 역사상 가장 성공적 릴리즈라고 했다. 또한 스티브 잡스는 맥 OS X가 파워PC 대신 인텔의 x86 기반 프로세서로 이동할 것이라고 했다. 애플은 x86 기반 매킨토시를 2006년 6월에 출시하고, 나머지 컴퓨터도 x86 프로세서로 2007년 6월까지 이동할 것이라고 밝혔다. 2006년 1월 10일, 애플은 인텔 코어 듀오 프로세서를 탑재한 새로운 아이맥과 맥북 프로를 출시했고, 모든 애플 제품은 2006년 말까지 인텔 프로세서로 이동할 것이라고 밝혔다. 이후 애플은 새로운 맥 프로와 Xserve를 8월 8일 출시해서 인텔 프로세서로의 이동을 210일 안에 마쳤다. 이는 원래 계획보다 10달 일찍 마무리 지은 것이다.
타이거는 DVD로 제공된 첫 맥 OS X이다. 이 DVD는 9.95달러에 CD로 교환될 수 있었다.

## 새롭거나 바뀐 기능

### 최종 사용자 기능
애플은 타이거가 150개 이상의 기능을 가지고 있다고 홍보했다. 다음은 해당 기능중 일부다.
- 스팟라이트 - 스팟라이트는 풀 텍스트와 메타데이터 검색 엔진으로, 어떤 파일이든 찾을 수 있으며, PDF 파일 안에 들어있는 내용까지 찾을 수 있다.
- 아이챗 AV - 새로운 아이챗 AV 3.0은 4명의 비디오 컨퍼런스 참자기와 10명의 오디오 컨퍼런스 참가자를 지원한다. 또한 아이챗 AV 3.0은 XMPP 프로토콜을 지원한다. XMPP 서버인 아이챗 서버는 맥 OS X 타이거 서버의 일부로 포함되어 있다.
- 사파리 RSS - 타이거에 탑재된 새로운 사파리 2.0 웹 브라우저는 RSS, Atom 웹 신디케이션 리더를 탑재하고 있다. 이 리더는 주소 바에 있는 RSS 버튼에서 쉽게 접속될 수 있다. 또한 10.4.3 버전에 포함되어 있는 업데이트된 사파리는 Acid2 웹 표준 테스트를 통과한다.
- 메일 2 - 타이거에 탑재된 새로운 Mail.app 이메일 클라이언트는 새로운 인터페이스와 스팟라이트 검색 시스템을 사용하는 "스마트 메일박스"를 사용하고, 자녀 보호 등의 여러 기능을 추가했다.
- 대시보드 - 대시보드는 HTML, CSS, 자바스크립트에 기반한 새로운 미니 애플리케이션 레이어다. 대시보드는 클래식 맥 OS의 "데스크 액세서리" 콘셉트를 이어받으며, 위젯으로 알려져 있는 액세서리를 대시보드에 추가한다. 이 프로그램은 날씨, 세계시각, 단위 환산, 사전등의 위젯을 포함한다. 더 많은 위젯은 온라인에서 받을 수 있다.
- 오토메이터 - 오토메이터라는 새로운 스크립팅 툴은 자동화된 워크플로우를 구성하기 위한 애플리케이션을 폼으로 합친다.
- 보이스오버 - 보이스오버는 접근성 인터페이스로 사용자 확대 옵션, 키보드 조작, 스크린에 표시된 영어 설명 읽기 등의 기능을 포함한다.
- 완전한 사전/시소러스 - "뉴 옥스퍼드 어메이칸 딕셔너리 세컨드 에디션"에 기반한 사전/시소러스를 탑재했다.
- .Mac 동기화 - 새로운 기능은 아니지만, 타이거에서 .Mac 동기화가 아주 많이 향상되었다. 동기화는 이제 iSync 앱이 아닌 .Mac 시스템 설정에서 진행된다.
- 퀵타임 7 - 퀵타임 7은 H.264/AVC 코덱 지원을 추가했다. 이 코덱은 아이챗 AV에서 깔끔한 비디오 컨퍼런싱 영상을 위해 사용되었다. 코코아 API의 새로운 클래스는 코코아 애플리케이션 개발자들이 퀵타임에 대한 완전한 액세스를 할 수 있도록 해준다. 새로운 퀵타임 7은 더 나은 오디오와 비디오 컨트롤 기능을 포함한다. 또한 새 플레이어는 새 기술을 사용하기 위해 애플의 코코아 API로 재작성되었다.
- 새 유닉스 기능 - 리소스 포크를 지원하는 새로운 버전의 cp, mv, rsync가 추가되었다.
- 엑스코드 2.0 - 애플의 코코아 개발 도구인 엑스코드 2.0은 비주얼 모델링, 향상된 애플 리퍼런스 라이브러리와 그래픽 원격 디버깅 등을 추가했다.

## 향상된 점
- 최적화된 커널 리소스 잠금과 액세스 컨트롤 리스트, 64비트 기기를 위한 64비트 어드레스 공간을 지원하는 업그레이드된 커널. John Siracusa (2005년 4월 28일). “Mac OS X 10.4 Tiger”. 《ArsTechnica.com》. 4쪽. 2007년 2월 25일에 확인함.</ref>
- 32비트와 64비트 버전이 같이 있는 업데이트된 libSystem. 이것은 64비트 프로세서를 사용할 경우 각 애플리케이션이 4 GB 이상의 메모리를 어드레스 할 수 있다는 것이다.
- launchd라는 새로운 스타트업 데몬이 빠른 부팅을 도와준다.
- 타이거의 프린팅 다이얼로그는 PDF 생성, 메일로 PDF 전송 등의 PDF 관련 활동들을 추가했다.
- 파인더의 정보 입수 창이 이제 "더 많은 정보" 섹션을 포함한다. 이 섹션에는 스팟라이트 정보 태그들이 들어가 있다.

### 기술
- 새로운 그래픽 처리 API인 코어 이미지가 추가되었다. 이 기술은 그래픽 카드의 리소스를 사용하며, 프로그래머들이 쉽게 GPU를 이용해서 빠른 이미지 처리를 할 수 있도록 해준다.
- 새로운 데이터 API인 코어 데이터는 개발자가 구조적 데이터를 그들의 애플리케이션에서 쉽게 다룰 수 있도록 해준다.
- 새로운 비디오 그래픽 API인 코어 비디오가 추가되었다.
- 코어 오디오는 오디오 기능을 운영 체제에서 바로 사용할 수 있도록 해준다.

## 인텔 프로세서 지원
2005년 WWDC에서 애플의 CEO 스티브 잡스는 애플이 인텔 프로세서를 장착한 맥 컴퓨터를 2006년부터 판매할 것이라고 발표했다. 개발자들이 인텔 기반 맥용 소프트웨어를 만들도록 하기 위해. 애플은 x86 프로세서에서 작동되도록 디자인된 맥 OS X 10.4.1을 포함한 개발자 변환 키트를 판매했다. 이 빌드는 파워PC 소프트웨어를 인텔 프로세서에서 작동할 수 있도록 변환하는 로제타 소프트웨어를 탑재했다.
개발자 변환 키트가 판매를 시작하면서, x86 프로세서용 타이거의 복사본은 파일 공유 네트워크에 유출되었다. 애플은 비 애플 PC에 맥을 설치하는 것을 막기 위해 개발자 변환 키트와 운영 체제에 보안 장치를 설치했음에도 불구하고, 해킨토시 프로젝트는 곧 이 제한을 없앴다. 애플은 지속적으로 비 애플 하드웨어에서의 사용을 막기 위해 보안 장치를 강화했지만, 해킹된 버전은 애플의 보안 장치를 무력화시켰다. 하지만 10.4.5, 10.4.6, 10.4.7의 릴리즈에도 불구하고 해킹된 버전은 이후 커널이 EFI에 크게 의존하고, 하드웨어 제한을 가지고 있었기 때문에 10.4.4의 커널을 사용했다. 2006년 말에 10.4.8의 커널은 해킹되었다.
맥월드 샌프란시스코 2006에서, 스티브 잡스는 파워PC와 인텔 프로세서를 동시에 지원하는 첫 버전인 맥 OS X 10.4.4가 지금 바로 사용 가능하다고 밝혔다.

## 출시 역사
| 버전    | 빌드           | 날짜             | OS 이름   | 노트                                                                   |
| ------- | -------------- | ---------------- | --------- | ---------------------------------------------------------------------- |
| 10.4    | 8A428          | 2005년 4월 29일  | 다윈 8.0  | 대부분의 새 기종에 설치된 채로 출시됨                                  |
| 10.4    | 8A432          | 2005년 4월 29일  | 다윈 8.0  | 오리지널 리테일 버전                                                   |
| 10.4.1  | 8B15           | 2005년 5월 16일  | 다윈 8.1  | About the Mac OS X 10.4.1 Update                                       |
| 10.4.1  | 8B17           | 2005년 5월 19일  | 다윈 8.1  | 서버 에디션                                                            |
| 10.4.2  | 8C46           | 2005년 7월 12일  | 다윈 8.2  | About the Mac OS X 10.4.2 Update (Delta)                               |
| 10.4.2  | 8C47           | 2005년 7월 12일  | 다윈 8.2  | 서버 버전                                                              |
| 10.4.2  | 8E102          | 2005년 10월 12일 | 다윈 8.2  | 당시 출시된 프론트 로우 아이맥 G5 전용                                 |
| 10.4.2  | 8E45           | 2005년 10월 19일 | 다윈 8.2  | 당시 출시된 파워북 G4 전용                                             |
| 10.4.2  | 8E90           | 2005년 10월 19일 | 다윈 8.2  | 당시 출시되었던 파워 맥 G5 듀얼 및 쿼드 전용                           |
| 10.4.3  | 8F46           | 2005년 10월 31일 | 다윈 8.3  | About the Mac OS X 10.4.3 Update (Delta) 업데이트된 리테일 릴리즈      |
| 10.4.4  | 8G32           | 2006년 1월 10일  | 다윈 8.4  | About the Mac OS X 10.4.4 Update (Delta) 파워PC                        |
| 10.4.4  | 8G1165         | 2006년 1월 10일  | 다윈 8.4  | About the Mac OS X 10.4.4 Update (Delta) 인텔                          |
| 10.4.5  | 8H14           | 2006년 2월 14일  | 다윈 8.5  | About the Mac OS X 10.4.5 Update (delta) 파워PC                        |
| 10.4.5  | 8G1454         | 2006년 2월 14일  | 다윈 8.5  | About the Mac OS X 10.4.5 Update (delta) 인텔                          |
| 10.4.6  | 8I127          | 2006년 4월 3일   | 다윈 8.6  | About the Mac OS X 10.4.6 Update (delta) 파워PC, 파이널 리테일 릴리즈  |
| 10.4.6  | 8I1119         | 2006년 4월 3일   | 다윈 8.6  | About the Mac OS X 10.4.6 Update (delta) 인텔                          |
| 10.4.7  | 8J135          | 2006년 6월 27일  | 다윈 8.7  | About the Mac OS X 10.4.7 Update (delta) 파워PC                        |
| 10.4.7  | 8J2135a        | 2006년 6월 27일  | 다윈 8.7  | About the Mac OS X 10.4.7 Update (delta) 인텔                          |
| 10.4.7  | 8K1079         | 2006년 8월 7일   | 다윈 8.7  | 당시 릴리즈된 맥 프로 전용                                             |
| 10.4.7  | 8N5107         | 2006년 8월 7일   | 다윈 8.7  | 애플 TV 전용 (코드네임 iTV)                                            |
| 10.4.8  | 8L127          | 2006년 9월 26일  | 다윈 8.8  | About the Mac OS X 10.4.8 Update (delta) 파워PC                        |
| 10.4.8  | 8L2127         | 2006년 9월 26일  | 다윈 8.8  | About the Mac OS X 10.4.8 Update (delta) 인텔 및 유니버설 서버 에디션  |
| 10.4.9  | 8P135          | 2007년 3월 13일  | 다윈 8.9  | About the Mac OS X 10.4.9 Update (delta) 파워PC                        |
| 10.4.9  | 8P2137         | 2007년 3월 13일  | 다윈 8.9  | About the Mac OS X 10.4.9 Update (delta) 인텔 및 유니버설 서버 에디션  |
| 10.4.10 | 8R218          | 2007년 6월 20일  | 다윈 8.10 | About the Mac OS X 10.4.10 Update (delta) 파워PC                       |
| 10.4.10 | 8R2218, 8R2232 | 2007년 6월 20일  | 다윈 8.10 | About the Mac OS X 10.4.10 Update (delta) 인텔 및 유니버설 서버 에디션 |
| 10.4.11 | 8S165          | 2007년 11월 14일 | 다윈 8.11 | About the Mac OS X 10.4.11 Update 파워PC                               |
| 10.4.11 | 8S2167         | 2007년 11월 14일 | 다윈 8.11 | About the Mac OS X 10.4.11 Update 인텔 및 유니버설 서버 에디션         |